# Халмађу (Арад)
Халмађу (рум. Hălmagiu) насеље је у Румунији у округу Арад у општини Халмађу. Oпштина се налази на надморској висини од 240 m.

## Историја
по "Румунској енциклопедији" место је 1439-1441. године било власништво српског деспота Бранковића. Након тога оно често мења господаре. Срби су га напали и опседали 1604. године. Турци су у више наврата пљачкали град. Тврђава је окупирана 1688. године од стране Срба.

## Становништво
Према подацима из 2002. године у насељу је живело 3562 становника, од којих су сви румунске националности.

### Хронологија
| Година       | 1992 | 1993 | 1994 | 1995 | 1996 | 1997 | 1998 | 1999 | 2000 | 2001 | 2002 | 2003 | 2004 | 2005 | 2006 | 2007 | 2008 | 2009 | 2010 | 2011 | 2012 | 2013 | 2014 | 2015 | 2016 | 2017 |
| ------------ | ---- | ---- | ---- | ---- | ---- | ---- | ---- | ---- | ---- | ---- | ---- | ---- | ---- | ---- | ---- | ---- | ---- | ---- | ---- | ---- | ---- | ---- | ---- | ---- | ---- | ---- |
| Становништво | 4058 | 3954 | 3877 | 3832 | 3802 | 3775 | 3741 | 3686 | 3654 | 3602 | 3556 | 3514 | 3459 | 3406 | 3339 | 3289 | 3237 | 3196 | 3136 | 3044 | 2992 | 2929 | 2859 | 2801 | 2748 | 2664 |